# Barnard BTR
Barnard BTR – południowoafrykański supersamochód produkcji firmy Barnard Automobile. Pojazd jest stylizowany na pojazdy z wyścigu 24h Le Mans oraz muscle cary. Pojazd nie posiada homologacji drogowej więc jeździć nim można tylko po torach wyścigowych. Silnik V8 o pojemności 7011 cm3 produkowany jest przez firmę General Motors. Pojazd posiada 4-biegową sekwencyjną skrzynię biegów. Rozpędza się od 0 do 100 km/h w 2.9 s, a jego prędkość maksymalna w najmocniejszej wersji wynosi 420 km/h. Nadwozie samonośne jest wykonane z włókna szklanego. BTR jest dostępny w trzech wersjach:
- BTR 700 – z silnikiem o mocy 700 KM, rozpędza się od 0 do 100 km/h w 4 sekundy i prędkości maksymalnej 300 km/h.
- BTR 1100 z silnikiem o mocy 1100 KM, rozpędza się od 0 do 100 km/h w 3,5 s i prędkości maksymalnej 350 km/h.
- BTR 2000 z silnikiem o mocy 2000 KM, rozpędza się od 0 do 100 km/h w 2,9 s i prędkości maksymalnej 400 km/h.